# Elonex

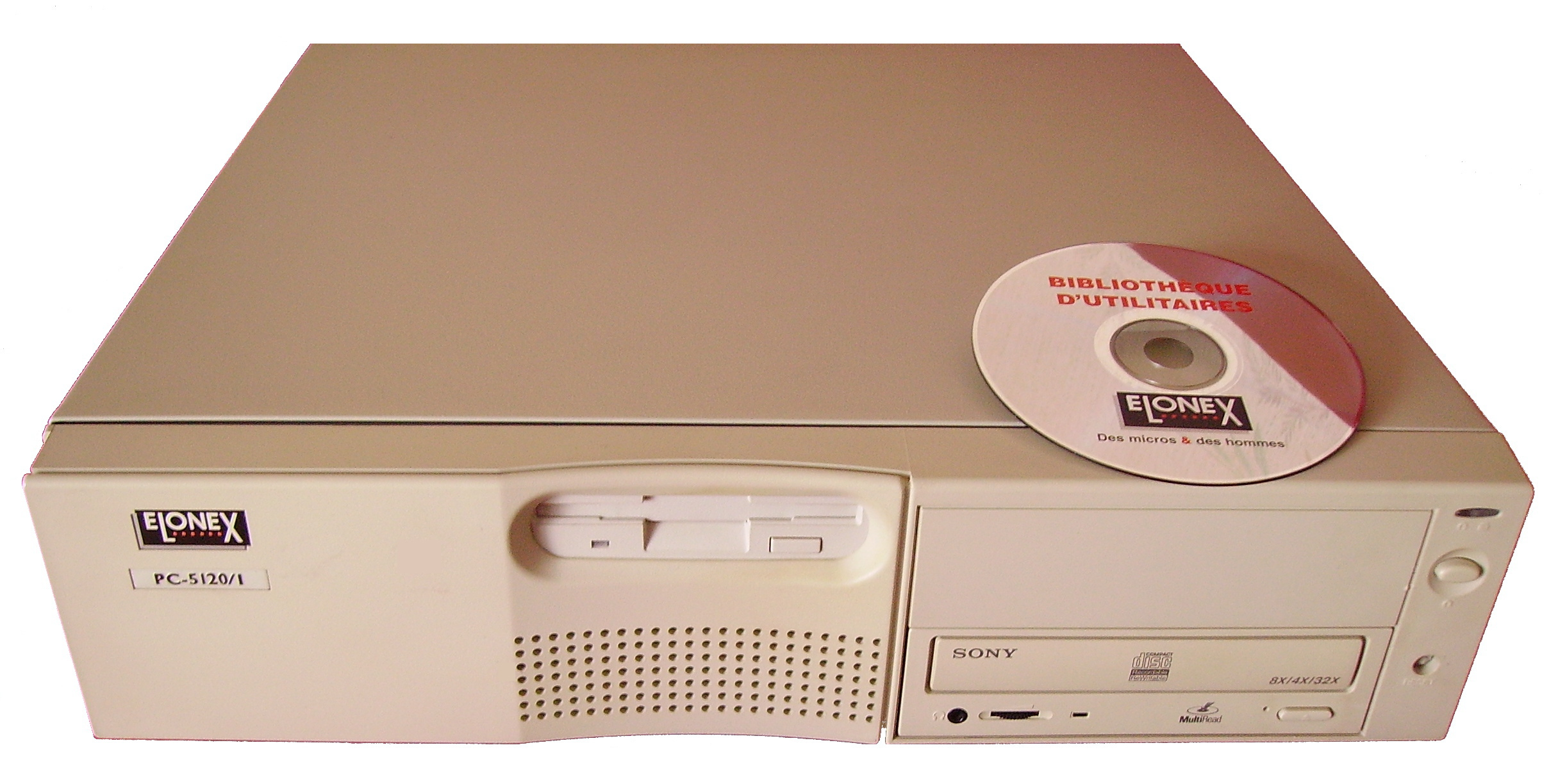
PC de bureau Elonex de 1996

Elonex est une société de matériel et de services informatiques basée à Birmingham (Angleterre), qui développe notamment des liseuses et des tablettes.
La marque Elonex a été fondée en 1986, à Londres, par Israel Wetrin.
Elonex détient plus de 200 brevets.